# Ivone Salucci
Ivanilda Pinheiro Salucci, conhecida como Ivone Salucci, é uma educadora social brasileira.
Atua desde a década de 1980 no combate ao tráfico de mulheres e à exploração sexual de crianças e adolescentes na região amazônica. Em 2008, denunciou uma rede de exploração sexual em Boa Vista, que envolvia altas autoridades de Roraima. Atuou na Pastoral do Menor da CNBB. Participou dos debates que levaram à formulação do Estatuto da Criança e do Adolescente. 
Recebeu em 2015 o Diploma Bertha Lutz.